# Jægerspris Nordskov

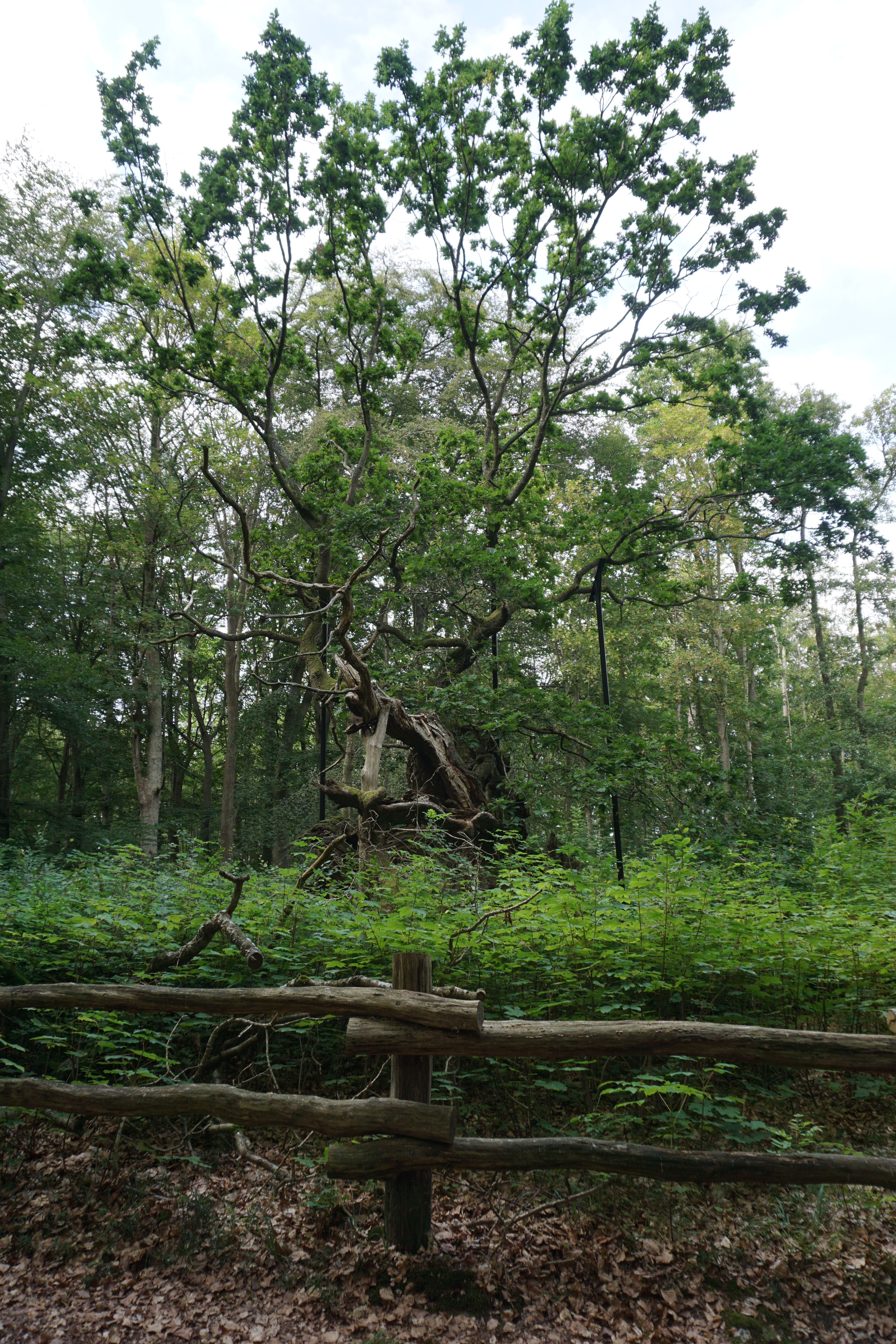
Kongeegen

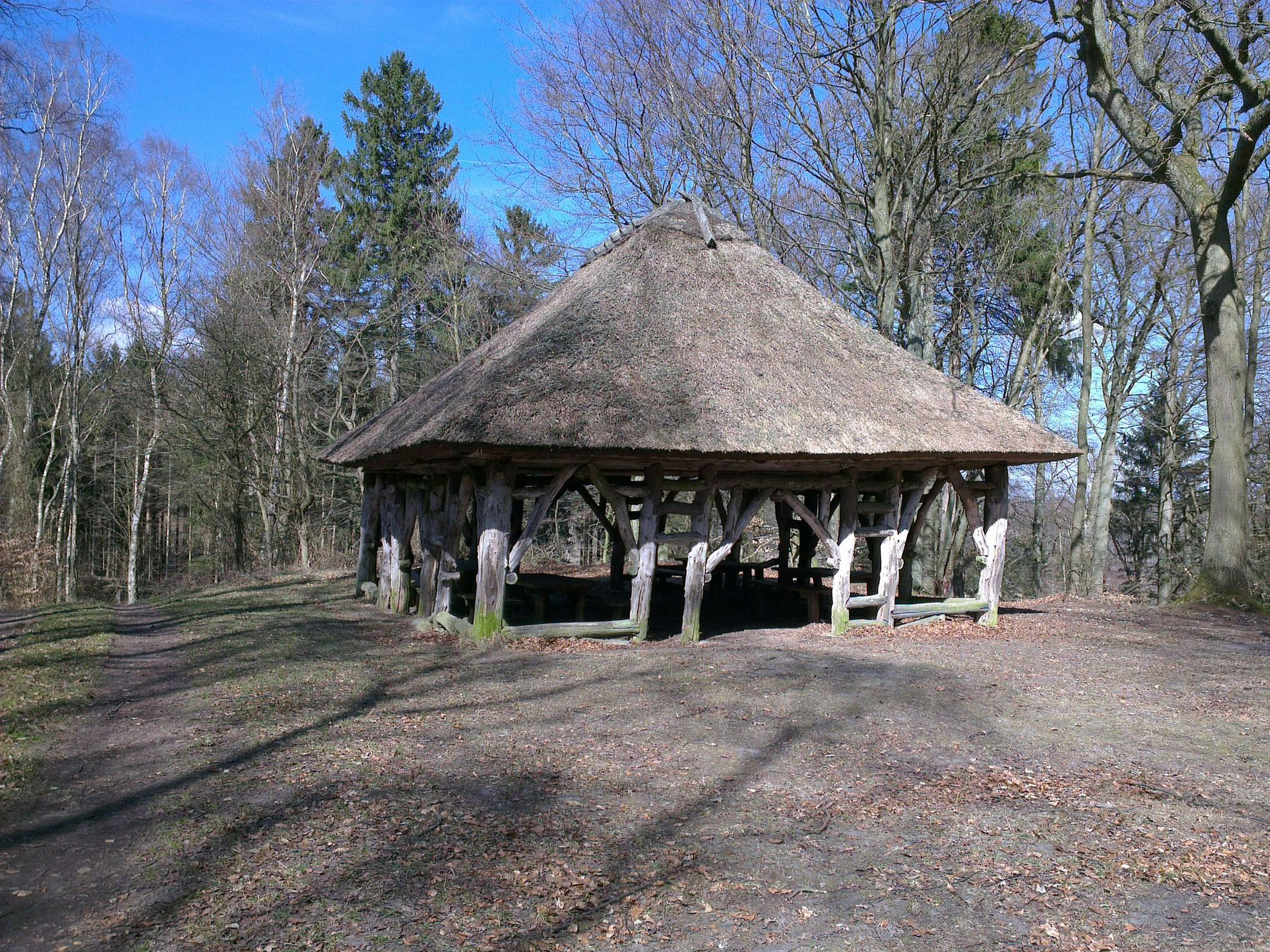
Kung Fredrik VII:s jaktpaviljong från 1857

Jægerspris Nordskov är en skog i Hornsherred, norr om  Jægerspris i Frederikssund Kommune i Danmark. 360 hektar av skogen fredades 1988 för att säkerställa att gamla träd bevaras och för att döda träd ska ligga orörda. Nordskov täckte merparten av det nordliga Hornsherred fram till slutet av 1700-talet, vilket var ovanligt i Danmark. Det anses bero på att skogen från 1300-talet ägdes av kungahuset och under långa tider användes som jaktområden för kungarna. 
Jægerspris Nordskov är ett landskap med stora platta områden och med våta strandängar och kustnära skogar, bestående av framför allt blandad lövskog. Utmed Roskildefjorden finns en nästan tio kilometer orörd kust. 

## Ekarna i Nordskov
Jægerspris Nordskov har haft en rad av Danmarks största och äldsta ekar, varav de mest kända finns i Bredvig Mose och Øllemose i den norra delen, där det vuxit ek, lind, skogsalm och ask sedan äldre stenålder. I yngre stenålder, omkring 3000 före Kristus, började människor att göra visst ingrepp i skogarna, men detta upphörde när befolkningsantalet sjönk mot bronsålderns slut. På de bästa jordarna trängdes andra trädslag bort av bok, dock inte i de fuktiga och näringsfattiga mossarna. Det är oklart varför inte ekarna fälldes under sen järnålder och den tidigaste medeltid, men det kan ha berott på att det funnits bättre träd i närheten och att det var svårt att transportera stora träd ut från mossarna. 
Kung Kristian VIII tog initiativ till att få Kongeegen och Storkeegen avbildade på målningar och litografier 1839 av Louis Gurlitt. Snoegen avbildades för första gången av L. Wollse 1861.  
År 1988 fredades drygt 200 gamla träd i Jægerspris Nordskov. Träden ska stå eller ligga orörda också efter det att de dött.

### Kongeegen
Huvudartikel: Kongeegen (55°54′37″N 11°59′21″Ö / 55.91028°N 11.98917°Ö)
Kongeegen är omkring 1.500–2.000 år gammalt och att det skulle kunna var den äldsta levande eken i norra Europa.

### Storkeegen
Huvudartikel: Storkeegen (55°54′40.68″N 11°58′53.94″Ö / 55.9113000°N 11.9816500°Ö)
År 1965 uppskattades Storkeegen att vara omkring 800 år. Den dog 1981 och idag återstår bara en bit av trädstammen.

### Snoegen
De sista löven på Snoegen (55°54′16.20″N 12°0′0.36″Ö / 55.9045000°N 12.0001000°Ö) vissnade under hösten 1991.
Efter det att lövverket blev mindre och mindre över åren, och svampen Oxtunga (Fistulina hepatica) hade börjat angripa trädet, föll Snoegens sista löv hösten 1991. Stubben har en omkrets på 8,9 meter i brösthöjd och en diameter på 2,83 meter.  Snoegen tros ha levt 600-700 år.
Även om det inte är mycket kvar av trädet är det fortfarande lätt att se varför Snoegen fått detta namn. Det ser ut som om dess grenar är snodda. De två huvudstammarna är snodda om sina egna längdaxlar, men också om varandra runt en lodrät axel genom trädets stam.
Snoegen upptäcktes av skogshuggare först 1842, och att den kunnat bli så gammal kan bero på att den växer så otillgängligt och att den fuktiga marken och dess form gjort den olämplig som byggnadmaterial till flottans krigsfartyg. År 1861 avbildades Snoegen för första gången av L. Wollse.

## Bildgalleri

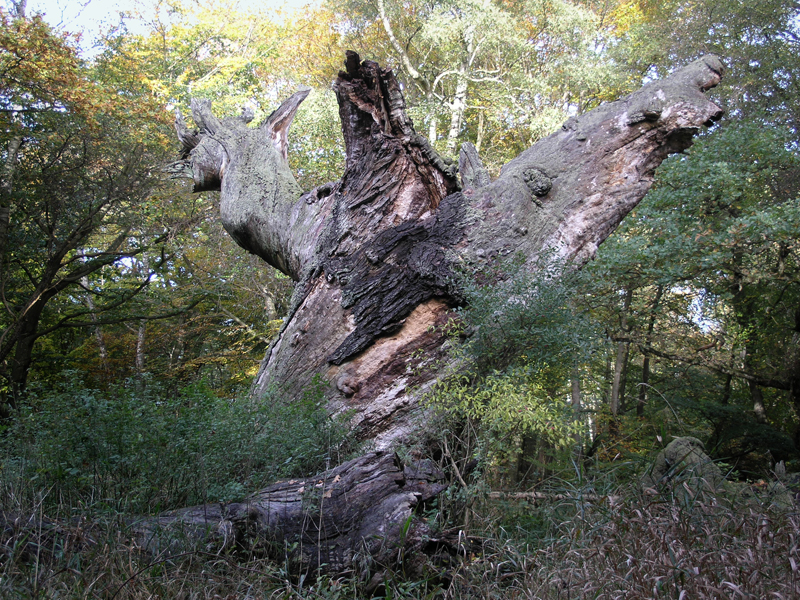
Snoegen, 2015
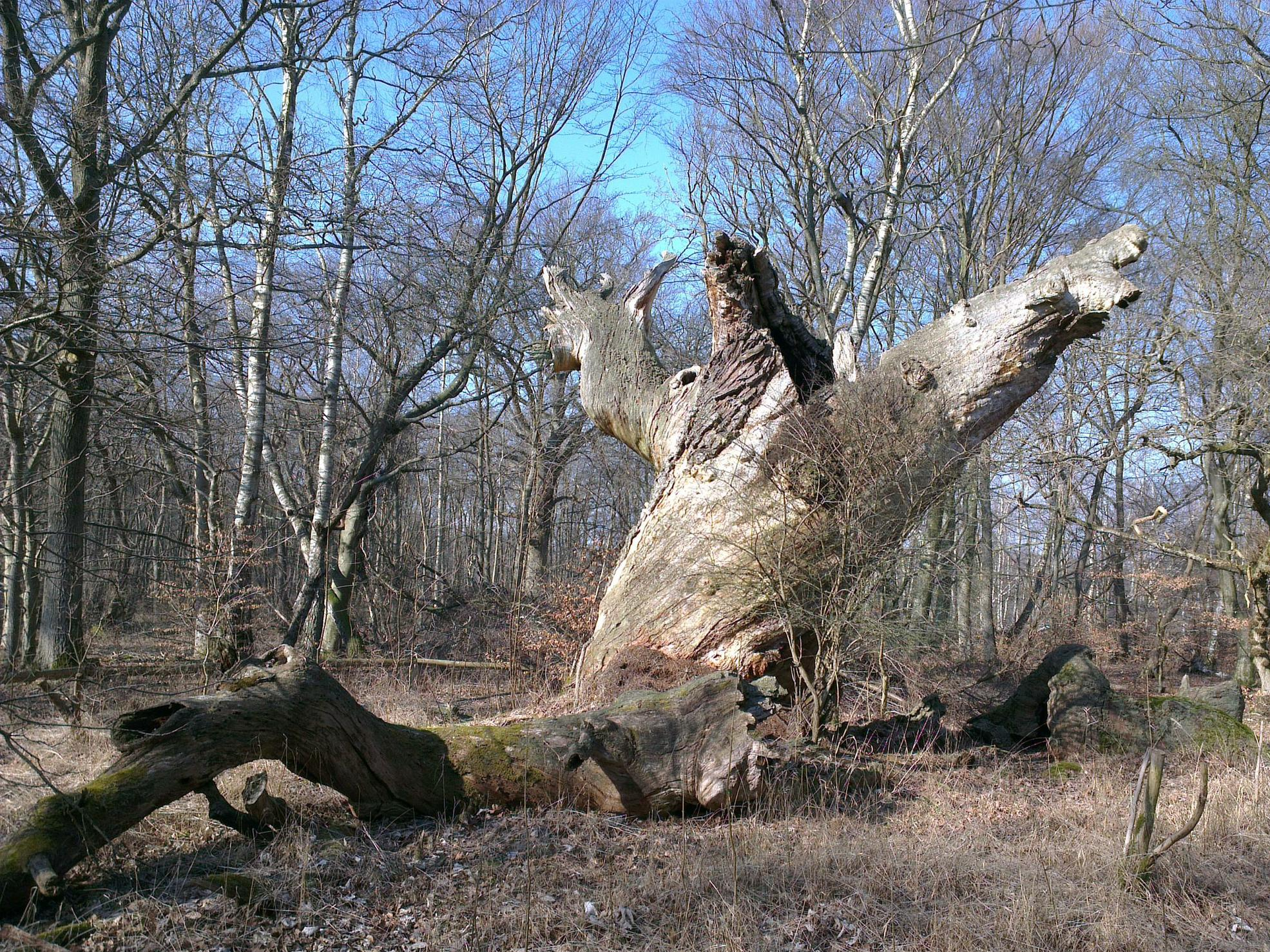
Snoegen, 2015
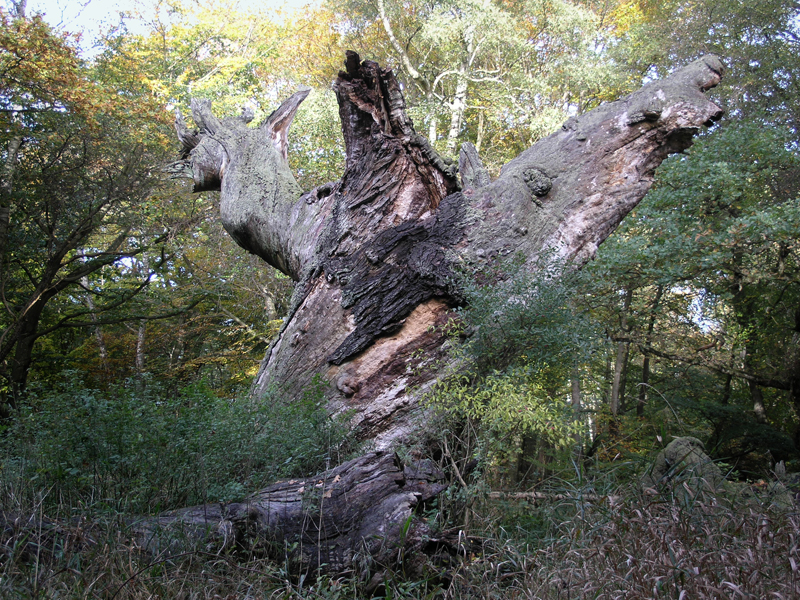
Snoegen, 2008